# Grafo de Desargues
En el área matemática de la teoría de grafos, el grafo de Desargues es un grafo cúbico no dirigido de distancia transitiva de 20 vértices y 30 aristas, llamado así en honor al matemático francés Gérard Desargues. Surge de diferentes construcciones combinatorias, posee un alto grado de simetría, es el único cubo parcial cúbico no-planar conocido, y ha sido utilizado en bases de datos químicas.
El mismo nombre de «grafo de Desargues» se ha utilizado también para referirse al complemento del grafo de Petersen.

## Galería

El grafo coloreado para destacar varios ciclos.
Su índice cromático es 3.
Su número cromático es 2.